# Banc Tizard

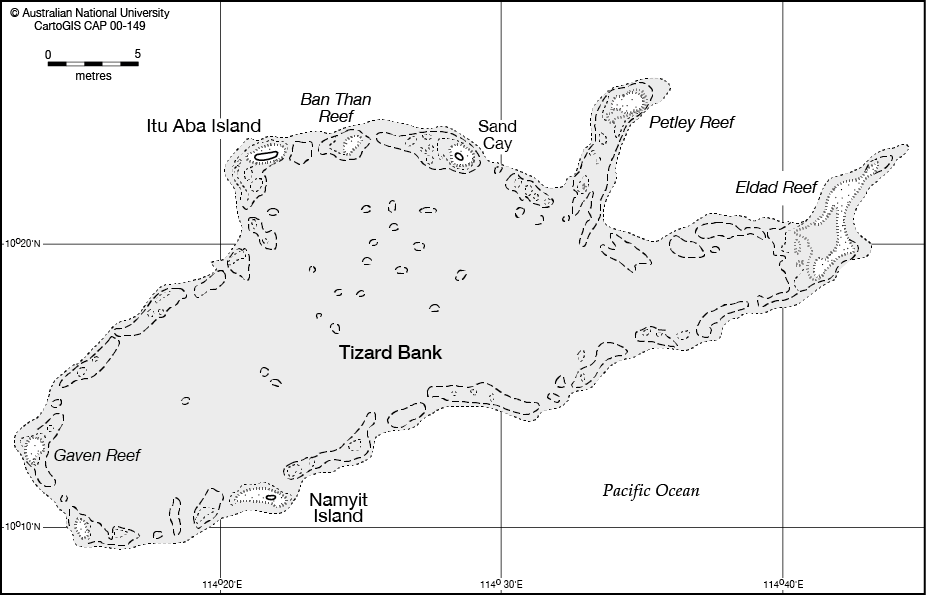
Carte du banc Tizard.

Le banc Tizard est un atoll partiellement englouti et l'une des caractéristiques maritimes importantes de la partie nord-ouest des îles Spratleys.
Il est revendiqué par le Viêt Nam, la république populaire de Chine et Taïwan, et diverses parties sont occupées par ces États.
Il est voisin du banc Loaita au nord, du Grand récif Discovery à l'ouest et du banc de l'Union au sud.

## Toponymie
Il doit son nom à Thomas Henry Tizard (en) (1839 – 17 février 1924), océanographe et géomètre britannique qui a étudié la rive à bord du HMS Rifleman dans les années 1860. En 1947, le gouvernement de la république de Chine a donné au banc le nom d'archipel Zheng He, en hommage au célèbre amiral de l'ère Ming, bien qu'il n'y ait aucune preuve qu'il ait jamais visité le banc Tizard.

## Histoire
Avant les années 1870, les îles étaient utilisées par les pêcheurs de Hainan, l'île de Itu Aba abritant une colonie semi-permanente de pêcheurs chinois.

## Description
Le banc s'élève abruptement depuis des profondeurs environnantes allant de 500 à 700 mètres. Il mesure 32,05 milles marins (59,36 km) de longueur et s'étend à l'ouest des récifs de Gaven jusqu'au nord-ouest de Dangerous Ground,. L'atoll mesure jusqu'à 11,36 milles marins (21,04 km) de largeur. La superficie totale est de 953 km2 et la plus grande profondeur du lagon central est de 80 mètres. Le lagon central a généralement une profondeur de 10 à 40 mètres, bien que de nombreuses têtes de corail aient des profondeurs beaucoup plus faibles. Il y a plusieurs entrées dans le lagon.
Le banc contient un certain nombre d'éléments le long du bord du récif, notamment des hauts-fonds, des récifs, des îles et des cayes, de nombreuses épaves, quelques phares et un dépotoir de munitions dans environ 2 000 mètres d'eau au nord de l'île d'Itu Aba. Plusieurs têtes de corail avec des profondeurs de 6 à 12 m se trouvent dans le lagon, et des profondeurs « 3,7 m de moins que celles indiquées sur la carte peuvent être attendues. ... Les navigateurs doivent naviguer avec une extrême prudence dans ce voisinage ».

## Administration

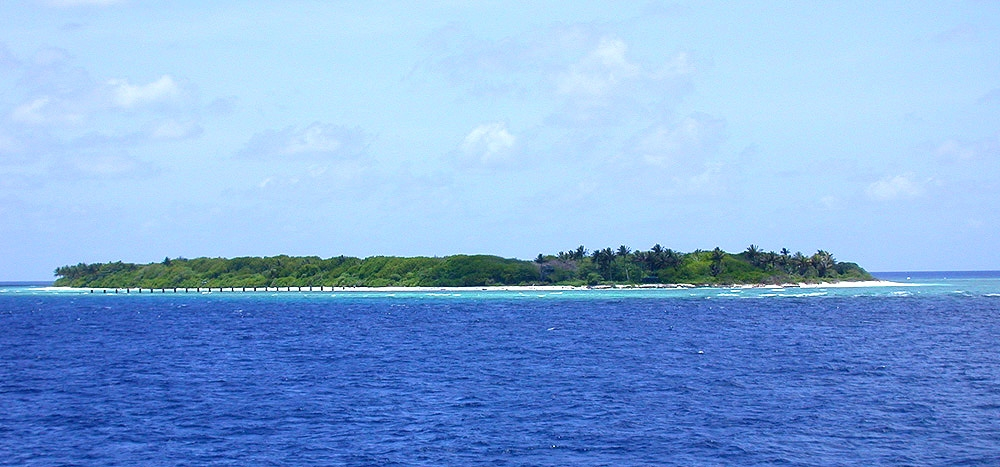
Île de Itu Aba.

Les îles et récifs individuels sont occupés par la république de Chine (Taiping Dao et Zhongzhou Jiao), le Viêt Nam (Đảo Nam Yết et Dảo Sơn Ca) et la république populaire de Chine (Nanxun Jiao, aucune zone terrestre naturelle, depuis 2014/2015 une île artificielle de 18 hectares), tous revendiquant l'ensemble de l'atoll et les îles Spratleys voisines.
Du point de vue de la république de Chine, l'atoll ou la partie contrôlée par la république de Chine (Taiping Dao et Zhongzhou Jiao) fait partie du district de Qijin de la ville de Kaohsiung.
Du point de vue vietnamien, les îles appartiennent au district de Truong Sa de la province de Khánh Hòa.
D'un point de vue chinois, l'atoll appartient à l'hypothétique municipalité de Yongshu Jiao dans la ville de Sansha, province de Hainan.

## Liste des îles, bancs de sable et récifs du banc Tizard
Îles, bancs de sable et récifs de l'atoll classés dans le sens des aiguilles d'une montre en partant du sud-ouest :
| Numéro | Nom                         | Autres noms                                 | Coordonnées                   | Superficie km² | État occupant                             |
| ------ | --------------------------- | ------------------------------------------- | ----------------------------- | -------------- | ----------------------------------------- |
| 1      | Xiǎo Nánxūn Jiāo (小南薰礁) | Đá Lạc, Gaven Reef South                    | 10° 09′ 45″ N, 114° 15′ 09″ E | ?              | République populaire de Chine ?           |
| 2      | Nánxūn Jiāo (南薰礁)        | Đá Ga Ven, Gaven Reef North                 | 10° 12′ 26″ N, 114° 13′ 27″ E | 0,18           | République populaire de Chine (1988)      |
| 3      | Taiping Dao (太平岛)        | Đảo Ba Bình, Ligaw, Itu Aba Island          | 10° 22′ 35″ N, 114° 21′ 56″ E | 0,46           | République de Chine (Taïwan) (1956/1963)  |
| 4      | Zhōngzhōu Jiāo (中洲礁)     | Bãi Bàn Than, Zhongzhou Reef, Centre Cay    | 10° 22′ 58″ N, 114° 24′ 43″ E | 0,002          | République de Chine (Taïwan) (Mars 1995)  |
| 5      | Đảo Sơn Ca                  | Dunqian Shazhou (敦谦沙洲), Sand Cay        | 10° 22′ 35″ N, 114° 28′ 48″ E | 0,07           | Viêt Nam (1974/1975)                      |
| 6      | Đá Núi Thị                  | Bólán Jiāo (舶兰礁), Petley Reef            | 10° 24′ 16″ N, 114° 34′ 58″ E | ?              | Viêt Nam (1988)                           |
| 7      | Āndá Jiāo (安达礁)          | Đá Én Đất, Eldad Reef                       | 10° 22′ 01″ N, 114° 43′ 08″ E | ?              | République populaire de Chine (1978/1983) |
| 8      | Đảo Nam Yết                 | Hongxiu Dao (鸿庥岛), Binago, Namyit Island |                               | 0,053          | Viêt Nam (1974/1975)                      |

| Xiǎo Nánxūn Jiāo · (Gaven Reef South) Nánxūn Jiāo · (Gaven Reef) Taiping Dao · (Itu Aba) Zhōngzhōu Jiāo · (Centre Cay) Đảo Sơn Ca · (Sand Cay) Đá Núi Thị · (Petley Reef) Āndá Jiāo · (Eldad Reef) Đảo Nam Yết · (Namyit) |